# 沃森 (印第安納州)
沃森（英語：Watson）是位於美國印第安納州克拉克縣的一個非建制地區。該地的面積和人口皆未知。

## 地理
沃森的座標為38°20′55″N 85°42′00″W / 38.34861°N 85.70000°W，而該地的平均海拔高度為158米（即518英尺）。